# Charles Kimbrough

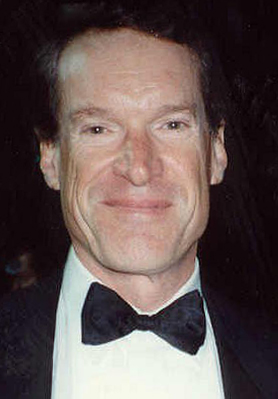
Charles Kimbrough, 1998

Charles Kimbrough (* 23. Mai 1936 in St. Paul, Minnesota; † 11. Januar 2023 in Culver City, Kalifornien) war ein US-amerikanischer Schauspieler und Synchronsprecher.

## Leben
Kimbrough studierte Schauspiel an der Indiana University in Bloomington und graduierte 1958. Im darauf folgenden Jahr trat er beim Williamstown Theatre Festival in einer Produktion von Thornton Wilders Unsere kleine Stadt  auf. Nach verschiedenen Theaterengagements feierte er 1969 in John Guares Cop-Out sein Debüt am Broadway. Zwischen 1970 und 1972 spielte er im Musical Company von Stephen Sondheim und George Furth und wurde für seine Darstellung 1971 für den Tony Award nominiert. Von 1974 bis 1976 war er im Musical Candide nach der literarischen Vorlage von Voltaire mit der Musik von Leonard Bernstein zu sehen.
Ab Mitte der 1970er Jahre nahm Kimbrough auch Film- und Fernsehrollen an. Er trat zwischen 1975 und 1976 in drei Episoden der Fernsehserie Kojak – Einsatz in Manhattan auf und hatte eine kleine Nebenrolle in der Woody-Allen-Komödie Der Strohmann. 1979 spielte er an der Seite von Burt Reynolds und Candice Bergen in der Komödie Auf ein Neues, im Jahr darauf folgte It’s My Turn – Ich nenn’ es Liebe neben Michael Douglas und Charles Grodin. Es folgten einige Fernsehfilme zu Beginn der 1980er Jahre. 1984 spielte er in Stephen Sondheims Broadwayproduktion Sunday in the Park with George und wiederholte seine Rolle in der zwei Jahre später entstandenen gleichnamigen Verfilmung.
1988 erhielt er die Rolle des Anchorman Jim Dial in der Sitcom Murphy Brown, durch die er in den Vereinigten Staaten große Bekanntheit erlangte. Von der höchst erfolgreichen Serie wurde bis 1998 zehn Staffeln mit insgesamt 247 Episoden produziert. Ab Beginn der 1990er Jahre wirkte er auch als Synchronsprecher an verschiedenen Disney-Produktionen mit, darunter der Zeichentrickfilm Der Glöckner von Notre Dame und dessen Fortsetzung. Seit November 2010 stellt er in einer Broadway-Produktion von William Shakespeares The Merchant of Venice  den Prinz von Arragon dar, Al Pacino spielt darin den Shylok.
Kimbrough war in zweiter Ehe mit der Schauspielerin Beth Howland (1941–2015) verheiratet. Aus erster Ehe entsprang sein Sohn John, Gitarrist und Sänger der Indie-Rock-Band Walt Mink.

## Filmografie (Auswahl)

### Schauspieler
- 1975: Kojak – Einsatz in Manhattan (Kojak) (Fernsehserie, drei Folgen)
- 1976: Der Strohmann (The Front)
- 1977: Hexensabbat (The Sentinel)
- 1979: Auf ein Neues (Starting Over)
- 1979: Die Verführung des Joe Tynan (The seduction of Joe Tynan)
- 1980: It’s My Turn – Ich nenn’ es Liebe (It’s My Turn)
- 1985: Die unglaublichen Geschichten von Roald Dahl (Tales of the Unexpected)
- 1986: Spenser (Spenser: For Hire)
- 1988: Eine Frau steht ihren Mann (Switching Channels)
- 1988–1998: Murphy Brown
- 2001: Wedding Planner – verliebt, verlobt, verplant (The Wedding Planner)
- 2002: Ally McBeal

### Synchronsprecher
- 1992: Die Dinos (Dinosaurs)
- 1996: Der Glöckner von Notre Dame (The Hunchback of Notre Dame)
- 2000: Batman Beyond
- 2000: Die Biber Brüder (The Angry Beavers)
- 2000: Captain Buzz Lightyear – Star Command (Buzz Lightyear of Star Command: The Adventure Begins)
- 2000: Family Guy
- 2000: In einem Land vor unserer Zeit VII – Der geheimnisvolle Zauberstein (The Land Before Time VII: The Stone of Cold Fire)
- 2001: Disneys Große Pause (Recess: School's Out)
- 2002: Der Glöckner von Notre Dame 2 (The Hunchback of Notre Dame II)

## Broadway (Auswahl)
- 1969: Cop-Out von John Guare
- 1970–1972: Company Musical von George Furth
- 1974–1976: Candide
- 1984–1985: Sunday in the Park with George
- 1985–1986: Hay Fever
- 2010: The Merchant of Venice

## Auszeichnungen
- 1971: Tony-Award-Nominierung für Company
- 1984: Drama-Desk-Award-Nominierung für Sunday in the Park with George
- 1990: Emmy-Nominierung für Murphy Brown
- 1995: Screen-Actors-Guild-Awards-Nominierung für Murphy Brown
- 2008: TV-Land-Award-Nominierung für Murphy Brown